# Чами (Албанија)
Чами (албански Çamë) су етничка група Албанаца која је првобитно живела у западном делу региона Епир у северозападној Грчкој, области познатој међу Албанцима као Чамерија. Чами имају свој посебан културни идентитет, који је мешавина албанских и грчких утицаја, као и многих специфично чамских елемената. Један број Чама допринео је албанском националном идентитету и одиграо важну улогу у започињању ренесансе албанске културе у 19. веку. Чами говоре сопствени дијалект албанског језика, чамски албански дијалект, који је јужни албански дијалект а други је Арванитика.
Током касних 1930-их овај народ је патио од застрашивања и прогона под диктатуром Јоаниса Метаксаса. Након италијанске окупације Албаније 1939. године, Чами су постали истакнуто пропагандно средство за Италијане и иредентистички елементи међу њима постали су гласнији. Као резултат тога, уочи грчко-италијанског рата, грчке власти депортовале су одраслу мушку популацију Чама у логоре за интернирање. Након окупације Грчке, велики делови муслиманског становништва Чама су сарађивали са италијанским и немачким снагама. Ово је изазвало негодовање локалног грчког становништва, а после Другог светског рата целокупно муслиманско становништво Чама морало је да побегне у Албанију. Већина Чама се настанила у Албанији, док су други формирали емигрантске заједнице у Турској и Сједињеним Државама, а данас њихови потомци и даље живе у овим земљама. Од пада комунизма у Албанији, Чами у овој земљи води кампању за право на повратак у Грчку и обнову одузете имовине. Према Лори Харт, преостале православне чамске заједнице у Епиру су данас асимиловане и у потпуности се идентификују са грчком нацијом. С друге стране, аутор Бугајски међу чамске Албанце убраја и православне. Док су у Албанији и дијаспори Чами сачували свој дијалект, традицију и народне песме, у Грчкој су православни Чами претрпели асимилацију и јавно потискивање свог албанског наслеђа и језика. Као резултат тога, албански се говори само приватно у њиховим домовима.

## Порекло и етимологија
Име Чами заједно са именом региона, Чамерија, потиче од изумрлог локалног словенског назива *чаму, а само од локалног грчког хидронима Тијамис (Θυαμις на грчком). Народна етимологија приписује назив турском језику, који у преводу значи „походник џамије, посетилац џамије“ који су вероватно користили православни хришћани за потомке преобраћених муслимана. Међутим, то је мало вероватно пошто шири етнографски и дијалекатски смисао речи обухвата целокупно албанско говорно становништво подручних јединица Теспротија и Превеза грчког Епира, како муслиманско тако и хришћанско становништво. Чами чине највећи део некадашње значајне албанске мањине у ширем подручју региона Епир; изван саме Чамерије, даље на североистоку постоје само два села која говоре албански (близу Конице у регионалној јединици Јанине), чији становници припадају другој албанској подгрупи. Данас, у грчком контексту, употреба термина је постала у великој мери повезана са бившом муслиманском мањином.
Пре 1944. грчки извори су Чаме често називали Албанофонима (грчки: Αλβανοφωνοι) или једноставно Албанцима из Епира.
У Грчкој су различити аутори мислили да су сви припадници Чама исламске вероисповести због имена. Звали су се АлбаноЧами и Туркалбанци или ТуркоЧами. Међутим, од средине деветнаестог века, термин Турчин, а од касног деветнаестог века надаље је коришћен као пежоративни термин, фраза и/или израз за муслиманско албанско становништво од стране немуслиманских балканских народа. У ширем становништву које је говорило грчки до међуратног периода, термин Арванитис (множина: Арванити) је коришћен за описивање говорника албанског, без обзира на њихову верску припадност. У Епиру се данас термин Арванитис и даље користи за говорнике албанског, без обзира на њихово држављанство и веру.
Истовремено, становништво које говори албански језик у Теспротији, које се веома ретко карактеришу као хришћански Чами, Грци често називају Арванитима, што се првенствено односи на албанске Грке у јужној Грчкој, али уобичајено као и за све грчке грађане који говоре албански. Локално грчко становништво их назива и Грчки Чами док их муслимански Албанци понекад означавају као Каури, што значи „неверник“ и односи се на њихову веру. Овај термин су муслимански Албанци користили за немуслимане током Османског царства. Православни Чами за себе користе апелат „Албанци“ (Shqiptar на албанском). Чами су у Турској познати под именом Арнаути (Арнавутлар), које важи за све етничке Албанце у Турској.

## Распрострањеност
Чамске заједнице сада углавном постоје у Албанији, Сједињеним Државама и Турској, као резултат њиховог протеривања из њихове домовине, Чамерије у Грчкој после Другог светског рата. Мањина још увек живи на овим просторима.

## Чамерија
Чамерија је назив који су Албанци применили на регион који су раније насељавали Чами, дуж јонске обале од Кониспоља на северу до долине Ахерона на југу. Ово подручје обухвата неколико села у јужном делу округа Саранда у Албанији (општине Кониспол, Џаре и Маркат) и регионалним јединицама Теспротија и Превеза у Грчкој. Ова област је део веће регије Епир.
Већи део региона је планински. Долинска пољопривредна земљишта се налазе у централном, јужном и западном делу Теспротије, док је терен подручне целине Превеза претежно брдовит. У региону постоје две реке: Тијамис и Ахерон. Главна насеља у којима су Чами првобитно живели била су: Парамитија, Филијату, Игуменица, Парапотамос, Сивота, Сагијада, Пердика, и Маргарити. Превеза и Јањина су такође имали значајне заједнице чамских Албанаца. Православни Чами су првобитно живели у Фанарима, Луросу и Теспротику.
Ексклава албанског говорног подручја Чамерија, почетком 20. века, налазила се дуж јонске обале, а осим Кониспоља, њеног најсевернијег дела, обухватала је западни део префектуре Теспротија и северни део Превезе. У погледу модерне грчке администрације, албанска ексклава је обухватала провинције Тијамис и Маргарити и најзападнија села провинција Парамитија и Филијат. У префектури Превеза, обухватала је северне регионе као што су равница Фанари, околина Парге и села у горњој долини Ахерона, са два насеља овог другог региона која се налазе у префектури Јањина.
После протеривања муслиманских Чама из Грчке, они су се раширили по Албанији. Већина муслиманских Чама настанила се у предграђима Валоне, Драча и Тиране. Неколико стотина Чама уселило се у имања дуж обале Химаре и у постојећа села дуж обале, као што је Борши, или основала потпуно нова села, као што је Врина, у близини грчке границе.
Неки Чами живе у Турској и Сједињеним Државама. Њихов број је непознат, али према неким изворима броји 150.000. Први талас ове дијаспоре отишао је у Турску током грчко-турске размене становништва 1923. Населили су области Еренкоја и Картала у Истанбулу као и низ градова у области Бурсе, посебно Мудању. После Другог светског рата други су се населили у Измиру, Гемлику и Ајдину. После 1944, други део је мигрирао у Сједињене Америчке Државе, где су углавном били концентрисани у Чикагу, као и у Бостону и Њујорку.

## Историја
Први помен Албанаца као етничке групе у историјским записима датира из друге половине 11. века, где се они помињу као становници Арбанона у централној Албанији. У то време, у једном венецијанском документу из 1210. године забележено је најраније помињање Албанаца у области Епира као насељених у области наспрам острва Крф. Ипак, значајна кретања албанског становништва у региону се не помињу пре 1337. године. Касније, 1258. године, када су групе Албанаца око Драча биле у савезу са епирским деспотом Михаилом II Дуком, није било доказа о Албанцима у Епиру.
Елементи албанског становништва почели су, крајем 13. и почетком 14. века, из разних разлога, да се исељавају у Епир. У првој деценији 14. века у Епиру и Тесалији су забележени неки албански родови, углавном ангажовани као плаћеници од Византинаца. Велика сеоба догодила се 1340-их и 1350-их година када су албанска племена подржала успешну српску кампању против византијских поседа у региону. Током овог периода сеобе, у Епиру су формиране две краткотрајне албанске целине: Деспотовина Арта (1358–1416) и Кнежевина Ђирокастре (1386–1411). Док је област Вагенетија (средњовековни назив Теспротије) била углавном под контролом италијанских владара: или Млечана или епирских деспота са седиштем у Јањини. Тада су представници Вагенетије, заједно са делегацијом из Јањине, тражили од српског владара Симеона да их заштити од албанске претње. Као резултат, поставио је Тому Прељубовића за локалног деспота у региону. Оба албанска ентитета су припојена и 1419. године многи Албанци су побегли из Епира и преселили се у Мореју. Они Албанци који су се населили у јужној Грчкој постаће преци Арванита.
Епирско подручје је освојило Османско царство почетком 15. века. Од успостављања османске власти до 1864. године, област Чамерија је била укључена у Румелијски ејалет. Подељен је између санџака Делвина и Јањина, који су били административна подела другог реда. После 1864. године ова територија је организована под вилајетом Јањина, који је даље подељен на санџаке Јањина, Превеза и Ђирокастра. Између 1787. и 1822. Али-паша је контролисао регион, који је био укључен у његов пашалук Јањина, дефакто независну државу под само номиналном османском влашћу.
Под османском влашћу, исламизација је била широко распрострањена међу Албанцима. До краја 16. века, Чами су и даље били претежно хришћани али су до краја 17. века урбани центри у великој мери прихватили ислам. Раст албанске муслиманске елите османских званичника, попут паша и бегова, додатно је ојачала овај тренд. У северној Чамерији огромна већина су постали муслимани, док су јужно од Ахерона и све до Превезе, Албанци остали православни. Муслимански Чами су углавном били следбеници бекташијског реда, посебно после 18. века, када су бекташи остварили значајне добитке у утицају у кршевитим областима јужне Албаније и суседне грчке Македоније у северној Грчкој. Чами имају свој посебан културни идентитет, који је мешавина албанских и грчких утицаја, као и многих специфично чамских елемената. Иако су Чами били првенствено албанског порекла, муслимани Епира који говоре грчки су такође делили исти пут изградње идентитета. Албански Чами нису имали никакву дилему око свог етничког идентитета или односа са другим албанским социо-културним и дијалекатским поделама. Генерално, религија а не етничка припадност, дефинисала је сваку заједницу у османском друштву. У том контексту муслиманске заједнице у османском Епиру су класификоване као „Турци“, док су православни окарактерсисани као „Грци“ без обзира на њихово етничко порекло, иако су постојали изузеци.
Процес исламизације Чама започео је у 16. веку, али је достигао велике размере тек у 18. и 19. веку. Према попису становништва (дефтеру) из 1538. године, становништво овог региона је било скоро у потпуности православно, а само мањина, процењена на мање од пет процената, прешла је на ислам. Главни подстрекач за почетак масовних преобраћења у региону биле су драконске мере које су Османлије усвојиле након две неуспеле побуне грчког монаха Дионисија Филозофа, као и једног броја муслиманских локалних земљорадника, против Османлија. Након њих, османске паше су утростручиле порезе које је дуговало немуслиманско становништво, јер су сматрали да је православни елемент стална претња будућим побунама. Други разлог за обраћење било је одсуство литургијских церемонија у Чамерији, посебно у северном делу региона. Према речима француског историчара Фернана Бродела, у чијем ширем региону су данас јужна Албанија и северозападна Грчка, „недостајала је црквена дисциплина; у црквама није вршена никаква верска церемонија, што је значило да хришћанство тамо није имало дубоке корене“. Ова комбинација резултирала је првим таласом преобраћења на почетку 18. века, од стране једног броја сиромашних земљорадника. У то време муслимани су постали већина у неколико села као што је Котсика, у близини Сагијаде. Ратови у осамнаестом и раном деветнаестом веку између Русије и Османског царства негативно су утицали на регион. Уследиле су повећане конверзије, често изнуђене, попут оних у 25 села из 1739. године која се налазе у данашњој префектури Теспротија. Током читавог 18. века муслимани су још увек били мањина међу албанским становништвом у региону, а већина су постали тек у другој половини 19. века. Процене засноване на дефтеру из 1875. показују да су муслимански Чами у броју надмашили православне Чаме. У великом броју случајева само је једна особа, најчешће најстарији мушки члан породице, прешла у ислам, да не би плаћала порез, док су сви остали чланови остали хришћани. Као резултат тога, историчари тврде да су чамски Албанци били или хришћани или криптохришћани још у првој половини 19. века. Током друге половине, већина Чама је постала потпуно исламизована и криптохришћанство је престало да постоји. Као резултат друштвене структуре Османског царства, муслимани региона, од којих су огромна већина били Албанци, који су били фаворизовани од стране османских власти, били су у завади са својим православним суседима.
Како је османско друштво било засновано на верском систему милета, а не на етничким групама, школе у Чамерији, као и другде где су живели Албанци, држале су се само на турском и грчком језику. Албанци хришћани су могли да похађају грчке школе, а муслимани турске школе, али школе на албанском језику су биле веома обесхрабрене. Националистичка осећања током касне османске ере су била слаба у региону са муслиманским албанским Чамима који су себе називали муслиманима  или Турцима, док су локални православни хришћани који говоре албански називали себе каурима (тј. неверницима) и нису сматрали да је термин увредљив. Током албанског националног буђења један број локалних Албанаца ће основати приватне, непризнате школе на албанском језику. Деспот Парамитије Григорије је 1870. године превео Нови завет на албански, пошто његови следбеници нису могли добро разумели грчки језик. Године 1879. створена прва албанска школа у региону у 1879. години. У то време, регион је био под краткотрајном влашћу Призренске лиге.
Неки Чами су такође играли важну улогу у националној ренесанси Албаније. Неколико Чама је било на челу културних клубова и патриотских организација, које су имале за циљ успостављање независне албанске државе. Међу њима, најугледније личности последњих година пре независности били су Абедин Дино, Осман Така и Тома Чами. Абедин Дино је био један од оснивача Призренске лиге (1878) и један од главних доприносиоца независности Албаније. Постављен је за главног представника Призренске лиге за Чамерију и основао је локални огранак Лиге у Јањини. Када је Лига распуштена 1881. године, наставио је борбу против османских снага у Албанији. Убила га је османска војска док је био на путу да учествује у формирању Пећке лиге. Још један лидер Призренске лиге активан у исто време био је Осман Така. Приликом формирања Призренске лиге именован је за шефа месног огранка у Превези. Када су османске снаге успеле да заузму Превезску лигу 1886. године, Осман Така је такође ухапшен, оптужен за издају и осуђен на смрт. Погубљен је у Кониспољу 1897. године. Тома Чами је био један од главних доприносиоца оживљавања албанске културе током овог периода. Био је оснивач и први председник организације „Башкими“, најпознатијег културног клуба националне ренесансе. Написао је и прву научну историју за албанске школе, али је умро пре проглашења независности.
До албанске интервенције дошло је када је после Берлинског конгреса 1878. године Османско царство требало да уступи делове Чамерије Краљевини Грчкој. Чак и пре него што су преговори отпочели, османска страна је искористила бројне албанске националне личности у сврхе одлагања и именовала Абедин бега Дина за османског министра иностраних послова. Штавише, Абедин Дино је успео да окупи разне албанске личности у Превези, из целе Албаније и Епира, који су веровали да ће Османлије пружити пуну подршку албанском покрету и били су против припајања Епира Грчкој. Тамо су такође организовали састанак јануара 1879. године и 28. фебруара 1879. потписали петицију са претњом да ће се оружјем спречити припајање Превезе Грчкој. Као резултат насталих немира, које је предводио Абдул Фрашери, још једна албанска национална личност, опозван је локални османски гувернер. Из Превезе је опозван и Абедин Дино, док су недавно пристигли Албанци напустили град и вратили се у своје домовине.
У јануару 1907. потписан је тајни споразум између Исмаиља Ћемалија, вође тадашњег албанског националног покрета и грчке владе који се тицао могућности савеза против Османског царства. Према овоме, две стране су се сложиле да будућа грчко-албанска граница буде смештена на Акрочерунским планинама, чиме је Чамерија препуштена Грчкој. Као део споразума, Ћемали је у замену затражио од грчких власти да подрже албански покрет и грчка страна се сложила, под условом да се никаква оружана активност Албанаца неће појавити јужније. Његовир разлози за ближе везе са Грчком у то време били су да осујети бугарске амбиције у ширем региону Балкана и добије подршку за независност Албаније. Када је османски пораз био неминован и пре доласка грчке војске у регион, муслиманске чамске и оружане јединице спалиле су бројна грчка села: 3 у околини Превезе, 4 у Теспротији  као и низ села у регионима Јањини, Саранде и Делвину. Од ових акција многи сељани су успели да побегну на оближње острво Крф. Локално православно албанско становништво није делило националне идеје својих комшија муслиманских Албанаца, док су уместо тога остали оријентисани на Грке и идентификовали се као Грци.
Током овог периода, зоне албанског говорног подручја у Теспротији и суседним областима које су касније постале део Албаније сматрале су се сметњом и за грчку државу и за хришћане из Епира који су се идентификовали као Грци. Негрчки лингвистички фактор представљао је сметњу грчким територијалним амбицијама. Решавање овог питања је предузето кроз две политике. Први је био да су грчки историчари и политичари заједничким напорима покушали да прикрију постојање албанског језика у региону. Други је био да се изнесе аргумент да језик који говори локално становништво нема никакве везе са њиховом националном припадношћу. Према тадашњој идеологији у Грчкој, сваки православни хришћанин се сматрао Грком, док су после 1913. године, посебно подручје јужне Албаније које је Грчка сматрала „северним Епиром“, муслимани сматрани Албанцима. Инкорпорацијом подручја унутар Грчке, ове дискурзивне политике су настављене уз практичну. То је било због тога што се знатна албанска муслиманска популација сматрала правим проблемом за грчку државу и стога је сваки проалбански покрет морао бити елиминисан свим средствима.
Чами су имали своје делегате на Конгресу у Валони 1912. године, када је проглашена независност Албаније. На конгресу су учествовала четири представника из Чамерије и два представника Јањине, а њих шесторо је било за независност. То су били Јакуп Весели из Маргаритија, Кристо Мекси и Аристид Ручи из Јањине, Реџеп Деми из Филијата, Вели Гера из Игуменице и Азис Тахир Ајдонати из Парамитије. Муслиманске чамске заједнице у регионима Парамитија, Маргарити и Превеза, према информацијама које је прикупило грчко министарство спољних послова током 1908. до 1911. године, биле су присталице османске администрације и делиле су османски национални идентитет, док су и даље биле симпатизере албанског националног покрета у одређеној мери. Нарочито у санџаку у Превези, муслимански Албанци су прихватили идеје о албанском националном покрету тог времена. Међу њима и крупни земљопоседници и државни службеници који су долазили из других места били су непријатељски расположени према локалном грчком становништву и прогонили их. Такође, иако непознатог броја, удео муслиманских Албанаца током дужег периода се повећао у овој области, због званичне османске политике пресељења у вези са геостратешким интересима и забринутостима.

### Модерна историја
Са почетком Балканских ратова (1912–1913), муслимански Чами нису били спремни да се боре као део османске војске. Без обзира на то, већина чамских бегова формирала је нерегуларне наоружане групе које су се бориле против грчких јединица, спаливши бројна села у областима Парамитија, Фанари и Филијата. С друге стране, неки бегови у Маргаритију нису били вољни да се боре и били су спремни да прихвате грчку власт због опште анархије у Османском царству. Локални хришћани су уврштени у састав грчких снага. У року од неколико дана након што је грчка војска обезбедила контролу над регионом, грчка нерегуларна војна јединица погубила је 72 или 78 муслиманских Чама из Парамитије, који су били оптужени да су издајници. Појаве злочина које су починиле грчке снаге у региону бележила је углавном албанска страна, док су ти догађаји забележени само индиректно, мада јасно од стране званичника грчке владе. Након завршетка Балканског рата, грчке власти су посумњале да је могућ локални антигрчки покрет, подржан од Привремене владе Албаније и Италије, и одлучиле су да разоружају становништво. Штавише, албански представници оптужили су Грчку за убиства и прогон представника Чама. Ове оптужбе је грчка влада одбацила. Након пораза османских снага у Балканским ратовима 1912–1913, међународна гранична комисија доделила је северни део области Епир Кнежевини Албанији, а јужни Краљевини Грчкој, остављајући грчка и албанска мањинска подручја са обе стране границе. Већина области насељених Чамима, осим неколико села, приписана је Грчкој.
Након инкорпорације јужног Епира у састав Грчке, Чами су имали право да бирају између грчке и турске националности, према 4. одредби Атинског мировног уговора. Може се закључити да током међуратног периода муслиманска заједница Чама изгледа није имала јасно разумевање своје националне припадности осим локалних верских опредељења. Они су у ствари били подељени међу собом у погледу тога где лежи њихова лојалност. У том случају, они су изабрали грчку националност уместо турске. Ова конвенција је дала посебна права верским мањинама, али не и етничким мањинама, према трећој одредби.
У складу са тадашњом грчком политиком према мањинама, православни чамски Албанци су рачунани заједно са Грцима, док су муслимански Чами у попису рачунани као верска мањина. Иако се албанска влада жалила да су грчке власти дискриминисале Чаме, у овом тренутку има мало доказа о директном државном прогону. Током овог периода, муслимански чам-бегови су изгубили политичку моћ коју су уживали током османске владавине, али су задржали свој економски утицај. У том контексту, припадник муслиманске чамске елите сврстао се међу највеће земљопоседнике у Грчкој и није било никаквих проблема у њиховим односима ни са владом ни са грчким становништвом. Муслимански део становништва био је под Sui generis влашћу грчких власти и локалних муфтија, који су били признати на овим просторима. У области Епира постојале су муфтије Јањине, Парамитије, Филијата, Маргаритија, Игуменице, Парге, Превезе, Сагијаде и Теспротика.
На парламентарним изборима у децембру 1915. године, због општег бојкота који је прогласила партија Елефтериоса Венизелоса, два од три посланика са изборне периферије Превезе били су муслимански Чами: Али Дино и Мусли Емин Рамиз.
По завршетку грчко-турског рата (1919–1922), Грчка и Турска су потписале Лозански уговор, према којем ће се муслимани Грчке размењивати са православним хришћанима Турске, чинећи јединствен изузетак за муслимане западне Тракије и православно хришћанско становништво Истанбула. Уговор је користио религију као показатељ националне припадности, па је тако у размену становништва укључивао муслиманске чамске Албанце. Грчки званичници су имали две могућности. Прва је била размена муслиманских Чама са Грцима из Турске, у оквиру размене становништва. Друга опција је била размена са заједницом грчке мањине у Албанији. Они су се обратили албанској влади 1923. године, али су албански званичници одбили да размотре другу шему. У јануару 1923. грчки представник комитета за размену становништва у вези са муслиманским Чамима је званично изјавио да Грчка „нема намеру да иде на размену муслимана албанског порекла“.
Муслимански Чами су ипак требали постати део размене грчко-турског становништва, али је албанска држава тражила изузеће. Већина муслиманске заједнице Чама није имала појма о свом етничком пореклу или преференцијама осим о њиховој локалној верској припадности и сматрала је себе само муслиманима. Иако је у време размене становништва муслиманско чамско становништво било национализовано и чинило је „дефакто албанску националну мањину“. Као такви, грчки званичници су сматрали муслиманске Чаме као популацију која је непријатељски настројена према грчком националном интересу безбедности и територије. При томе, грчка држава је инсистирала на миграцији муслиманских Чама у Турску тако што је постављала ултиматуме и користила тактику узнемиравања коју су предузеле локалне паравојне групе да би оствариле тај циљ.
У мају 1924. године, делегација Лиге народа посетила је ту област да истражи питање заменљивости. Делегација се сусрела са групама албанских чамских муслимана из разних села на том подручју које су одабрале грчке власти и локалне муфтије. Локалне муфтије су биле подршка грчкој администрацији. Касније је делегација закључила да се велика већина чамске заједнице изјаснила да су турског порекла и да жели да буде укључена у размену. Годину дана касније, друга комисија је генерално потврдила закључке прве. Након притиска италијанских и албанских делегата који су изнели тврдњу да су се Чами првенствено сами идентификовали као албански држављани, Грчка је 1925. године, две године након што је размена званично почела, прихватила да муслимански Чами нису били предмет размене. Грчки министар у Лондону Какламанос је обећао да „обавезна размена неће бити применљива на муслиманске поданике албанског порекла“. Муслимански Чами су морали да докажу своје етничко порекло да би остали у Грчкој. Према грчкој одлуци, коју је Елефтериос Венизелос представио локалној администрацији у Епиру, у Грчкој су могли да остану само они који су рођени у Албанији или чији су очеви рођени у Албанији, искључујући тако праве Чаме региона Чамелија. С друге стране, албанска држава је инсистирала да су Чами били приморани да напусте Грчку јер им грчке власти чине живот „неподношљивим“.
У међувремену, грчке власти су послале један број Албанаца Чама у Турску. Према савременом грчком историчару политике Атанасиосу Палису, само 1.700 је изузето, а Лига народа процењује да су 2.993 муслиманска Чама била принуђена да оду у Турску, чак и након што је њихова обавезна размена забрањена, тако што су се изјашњавали као Турци, а не као Албанци. У Турској су Чами Албанци били смештени у Истанбулу и Бурси. Највише их је било из Јањине и периферије и Превезе. Око 16.000 грчких избеглица из Мале Азије било је насељено у Епиру, углавном у истим областима.
Четири различита закона донета су између 1923. и 1937. којима је експроприсана имовина муслиманских Чама, док су имовина локалних православних говорника Албанаца и Грка остала нетакнута. Званична грчка политика је била да имовина која припада или муслиманским грађанима у Грчкој, који су били изузети од размене становништва, или страним држављанима, буде преференцијално експроприсана. Извештаји Албанаца Лиги народа и одговор грчке владе откривају да се део спора односио на промене статуса локалних албанских земљопоседника. Током османског доба приходе су примали албански земљопоседници из оближњих села. Након што су ове земље постале део грчке државе, локални сељаци су од албанских земљопоседника експроприсали оно што су сматрали њиховом имовином и одбили су да плаћају такве порезе. Док су већину муслиманске популације Чама чинили власници земље средње величине са земљом која је варирала по плодности, производњи и величини. Међутим, било је и других муслиманских Чама који су били ограниченији финансијски и у земљи.
Први закон је донет 15. фебруара 1923. године, којим су експроприсане земље и други домови муслиманских Чама, да би се дали грчким избеглицама и грчким пољопривредницима без земље. Накнада је одређена испод тржишне цене из 1914. године а не из 1923. године. С друге стране, накнада за домове била би дата по вредности из 1923. године. Ипак, неки Чами никада нису добили надокнаду. Као резултат ове политике, упућено је више петиција Министарству пољопривреде или званичницима Комисије за насељавање избеглица муслимана албанског порекла у Парамитији, Драгоумију, Филијату и другим деловима региона, али одговора није било. Овај закон је пријављен чак и Друштву народа, али је у јуну 1928. албанска петиција против Грчке одбијена. Албанска влада је на ове догађаје одговорила оптужбама за дискриминацију током 1925–1928. док је грчка страна навела да се иста политика експропријације спроводи широм земље за све грчке грађане.
Међутим, током периода 1922–1926, грчка влада је користила насељавање грчких избеглица као средство за вршење притиска на муслиманске Чаме да напусте Грчку. Ове избеглице, у складу са тадашњим грчким законом, искористиле су експропријацију земље и населиле се у кућама чамских муслимана, због чега су неки продали своју земљу и постали без земље и имовине. Постојала су и владина ограничења права на закуп, продају или обраду земље због тога што су муслимански Чами класификовани као „заменљиви“, што је довело до постепеног финансијског разарања муслиманске популације Чама. Због критичности ситуације, било је неких муслиманских Чама који су продали своја имања пристиглим избеглицама са циљем да наставе са миграцијом у Турску, због размене, док је Друштво народа тражило да буде обавештено о тим дешавањима. Као таква, 1925. године грчка влада је посредством специјалне операције још увек покушавала да убеди муслиманске Чаме да напусте земљу. Тек 1926. године, када је грчка влада одлучила да муслимански Чами не буду размењени, већина ових избеглица је пресељена у друге делове Грчке. Након тога, само је ограничен број малоазијских грчких избеглица остао у региону и расељени су по насељима унутар провинција Филијату, Маргарити и Парамитија. После 1926. године, са пресељењем избеглица у друге делове Грчке, грчка влада је у грчком Епиру предузела пажљиво дискреционо право да спроведе своју земљишну реформу и експропријацију према муслиманском чамском становништву како би спречила дискриминацију над њима по том питању. Албанци су 1928. године изнели своју забринутост у вези са власништвом над имовином, експропријацијом и реституцијом, питањима минималног друштвено-политичког представљања и војног регрутовања. Лига народа је у својим налазима питање реституције имовине или (поновне) компензације експроприсаног земљишта пребацила на билатералне преговоре. Лига народа је такође одредила да се неће бавити другим истакнутим проблемима Албанаца, јер су они били предмет претходних извештаја и дискусија. Укратко, одлука Лиге народа у вези са грчким ставом у вези са муслиманским Чамима сматрана је јасним оправдањем. Реџиналд Липер, британски амбасадор у Атини 1945. године, у писму британском министру спољних послова Ентонију Идну у априлу 1945. помиње да Грци могу да окриве Чаме Албанце за убиство италијанског генерала Енрика Телинија које је било повод за италијанско бомбардовање и Окупација Крфа 1923.
Неочекивани преокрет у судбини Чама догодио се када је генерал Теодорос Пангалос, познат по својим проалбанским осећањима, постао премијер Грчке. Дана 24. јуна 1925, група официра, у страху да политичка нестабилност доводи земљу у опасност, збацила је владу пучем и њихов вођа Теодорос Пангалос постао је шеф диктаторске владе. Његови главни приоритети у спољним односима били су успостављање добрих односа са Албанијом и заштита права обе мањине, Чама у Грчкој и Грка у Албанији. Из тог разлога је званично одлучио да Албанци из Чамерије не буду послати у Турску после 1926. године, чиме је прекинута размена становништва. Такође је одлучио да се избеглице из Мале Азије не насељавају у Чамерију, већ у Западну Тракију, како је првобитно одлучено. Пангалос је говорио албански и изјашњавао се да је поносан на свој полуалбански идентитет. Његов приоритет у успостављању добрих односа са Албанијом убрзо је материјализован у четири споразума између две владе, између осталог у вези са конфискацијом имовине Чама пре 1926. године, када су грчке избеглице из Мале Азије биле насељене у региону. У овом споразуму је стајало да ће Чами бити обештећени најмање колико и страни држављани или етнички Грци. У изјави за јавност он је такође признао да су Чами етничка мањина и обећао да ће албанске школе бити отворене у региону. Али након неколико месеци он је свргнут, а његова политика окренута Чамима је одмах укинута.
У августу 1926, Теодорос Пангалос је збачен а Павлос Контуриотис је враћен на место председника Грчке. Пангалосови поступци подстакли су Албанију да буде упорнија у тражењу захтева за грађане у Грчкој. Пангалосово свргавање је такође значило повлачење званичног става Грчке по том питању: дискриминација Чама је настављена. На првим изборима 1926. године чамски Албанци су створили сопствену политичку партију, названу Партија Чамерије, коју је основао угледна личност тог времена, познати Превезан карикатуриста Али Дино. Успела је да добије 1.539 гласова из префектура Превеза и Јањина. На наредним изборима, партија није добила подршку локалног албанског становништва и Али Дино се кандидовао добивши само 67 гласова 1932. године.
Године 1927. грчка влада је укинула четири од девет Вакуфа, муфтије Парга, Превеза, Сагијада и Теспротико. Почевши од 1927. године са објављивањем релевантног председничког декрета, грчка влада је спровела политику лишавајући муслиманске Чаме и друге мањине грчког држављанства ако би напустили Грчку. Према декрету из 1927. године, грчки држављани неетничког грчког порекла могли су да изгубе своје држављанство ако напусте земљу. Овакву праксу историчари виде као правно искључење Чама и других мањина из грчког друштва, пошто је направила разлику на основу националне припадности, која је у грчком правном поретку заправо била постављена као критеријум изнад држављанства.
Године 1929. Лига народа затражила је од Грчке да отвори школе на албанском језику, пошто су биле званично признате као албанска мањина. Међутим, званични став тадашњег грчког премијера Елефтериоса Венизелоса био је да, пошто регион никада није имао албанске школе, чак ни под Османским царством, ово питање се не може поредити са правима која је тражила грчка мањина у Албанији.
Ипак, након притиска Лиге народа и као резултат споразума потписаних током Пангалосовог режима, Грчка је званично објавила оснивање четири двојезичне основне школе у Филијату, Игуменици, Парамитији и Сагијади. Све ове школе би биле грчке, али би се учила и албанска у три прва разреда. Албанска делегација коју је предводио албански амбасадор Мидхат Фрашери затражила је од грчке владе 15 школа са пуним наставом на албанском језику у главним градовима и селима Чамерије, што су грчки званичници одмах одбили. Након преговора, албанска влада је прихватила грчки предлог и 1935. године потписан је споразум који би Грцима у Албанији омогућио отварање нових приватних школа у Химари и Корчи, у замену за четири двојезичне школе у Чамерији. Али још једном, промена грчке владе државним ударом Јоаниса Метаксаса учинила је овај споразум неважећим. У то време, грчка влада је покушала да реши још једно суштинско питање које се односи на чамске Албанце, имовински спор. Влада Венизелоса се 1928. године повукла из грчко-албанског споразума, који је потписао Пангалос, а који је народу надокнадио једнако исто као и осталим грчким грађанима. Муслимански Чами су покушали да поврате своју имовину према Закону из 1926. године, који им је дао могућност да пред судовима оспоравају конфискацију своје имовине. Након ових акција, Грчка је донела два закона, 1930. и 1931. године, која су давала веће накнаде муслиманској заједници, али не толико као осталим грађанима Грчке. Први закон је удвостручио обећану одштету, а приморао државне органе да дају 3/4 обећане одштете, чак и ако су се жалили на одлуке судовима. Другим законом су неке земље које нису населили Грци враћене Чамским Албанцима. Оба закона су примењивана у ограниченом обиму, због промене грчке владе и успостављања диктаторског Метаксасовог режима. У то време, чланови заједнице Чама трпели су дискриминацију због тешких експропријација њихове земље.
Током овог периода, бројна села су преименована у региону. Промењено је више од 100 имена села у Теспротији, Превези и Јањини. Многа друга имена су већ промењена 1913. године када је регион дошао под грчки суверенитет. Села попут Шендијела у Превези преведена су на грчки Агиа Киријаки (Свети Киријаке), док су други топоними попут Ајдонати или Маргелиц одмах преименовани у нова грчка имена (Парамитија и Маргарити). Већина села и градова у региону добила су нова имена, углавном грчка, 1928. и 1929. Још један период хеленизације топонима догодио се 1950-их, када су преостала албанска или турска имена коначно преименована у грчка, уз врло мало изузетака. Данас је само мали број албанских топонима, попут Семеризе (од албанског Шмеризе, што значи Света Марија), опстао из османског времена.
Септембра 1930. обновљен је предлог размене чамске мањине са грчком мањином у Албанији, овога пута од стране албанске владе. Албански краљ Зог покушао је да постигне договор са грчком владом о разрешењу свих разлика између две земље. Албанска влада је веровала да ће добровољна размена становништва две мањине решити низ унутрашњих проблема за обе стране и побољшати грчко-албанске односе. Међутим, грчка страна је овај предлог одбила, плашећи се да ће Албанија насилно иселити своју грчку мањину из земље, чиме ће размена бити недобровољна.
Влада Венизелоса (1928–1932), упркос бившој грчко-албанској кризи, предузела је мере за интензивирање побољшања чамских заједница како на економској тако и на социјалној основи. Године 1931. донет је закон који је дозвољавао директну исплату надокнаде давањем аналогних обвезница и директно враћање непрописно експроприсане градске имовине. Известан број чамских породица реаговао је на ове повољне прописе. Албанска влада је прихватила грчки предлог за исплату обештећења у обвезницама, омогућавајући на тај начин доношење релевантног законодавства и на тај начин омогућавајући процес исплате обештећења албанским грађанима. Тако се 1935. године, према грчким дипломатским извештајима, чинило да је већина албанских захтева који су се тицали заједница Чама решена. У априлу 1930. Друштво народа је чуло тврдње власника мале имовине муслиманских Чама да је дошло до илегалне експропријације унутар региона, док су грчке власти изјавиле да је регион изузет од тих закона о земљишној реформи. У јуну 1930. године, грчка влада је донела посебан закон према којем су имовина у Теспротији била изузета од закона о аграрном земљишту, што је задовољило Друштво народа у вези с тим. Међутим, током овог периода, грчке власти су настојале да подстакну расељавање муслиманског чамског становништва путем тврдокорне политике и миграције у Турску, истовремено обесхрабрујући или чак забрањујући то у Албанију. Муслимани Чами до 1930-их су у Грчкој посматрани као непријатељско становништво и неспособно да се интегрише у друштвено-политичке структуре државе.
Најтежи период дискриминације чамских Албанаца десио се током диктаторског режима Јаниса Метаксаса, премијера Грчке од 1936. до 1941. године. Националистички карактер његовог режима наметнут је свим мањинама у Грчкој. Као и код оних који говоре словенски, Цинцара и Рома, мањинама које говоре албански било је забрањено да користе свој језик ван куће.[ Они који су користили албанске речи у школи или у војсци били су кажњавани физички или понижавани. Такви ставови су навели многе родитеље да обесхрабре своју децу да уче свој матерњи језик, како би избегли сличну дискриминацију и патњу. Грчки језик је био наметнут у школама и старешине који нису познавали језик били су принуђени да похађају ноћне школе, како би научили читати, писати, па чак и говорити грчки језик. У међувремену, било због одсуства грчког или због демографског значаја, грчко образовање је проширено оснивањем вртића у неким селима православног албанског говорног подручја. Године 1936. је грчка држава створила нову префектуру под називом Теспротија, од делова префектура Јањина и Превеза, како би остварила бољу контролу над чамском муслиманском мањином.

### Други светски рат
Истовремено, негативан утицај на положај чамских Албанаца долазио је из Албаније. Након италијанске инвазије на Албанију, албанско краљевство је постало протекторат Краљевине Италије. Италијани, посебно гувернер Франческо Јакомони, користили су питање Чама као средство да прикупе подршку Албанаца. Иако је у том случају албански ентузијазам за „ослобођење Чамерије“ био пригушен, Јакомони је више пута слао преоптимистичне извештаје у Рим о подршци Албанаца. У јуну 1940. муслимански Чам по имену Даут Хоџа пронађен је обезглављен у селу Врина у јужној Албанији. Даут Хоџа је био озлоглашени разбојник убијен у борби око неке овце са два пастира. Хоџина смрт је искоришћена као последњи изговор фашистичке Италије за напад на Грчку. Италијанска пропаганда га је званично описала као „Албанца из Чамерије вођеног великим патриотским духом“ којег су убили грчки шпијуни унутар Албаније, проглашавајући скоро ослобођење Чамерије. Како се све више приближавала могућност италијанског напада на Грчку, Јакомони је почео да наоружава албанске нерегуларне групе да их употреби против Грчке.
На почетку Другог светског рата, када је Грчка објавила своју пуну мобилизацију пре италијанске инвазије, чамски Албанци су тражили да буду укључени у поменуту мобилизацију; као одговор, Грчка их је укључила у мобилизацију, али их је натерала да раде на грађевини уместо да им дају оружје, што је Албанце отуђило. Грчке власти су ухапсиле лидере албанске заједнице и натерале их у егзил истог дана када је Италија напала Грчку, дајући заједници несумњив доказ да грчка држава има негативну перцепцију према Чамима и оставља њихову заједницу без вођства, што је вероватно утицало на њихово понашање према Грцима у наредним месецима. Када је грчка војска поново окупирала ово подручје током раних фаза италијанске инвазије, протерала је скоро целокупну мушку популацију - посебно све мушкарце старије од 14 година - у логоре на острвима Лезбос, Хиос и Коринт, који су оставили албанске жене, децу и старце беспомоћне и нечуване, што је резултирало убиствима, силовањима и пљачкама. Грчке снаге су затвориле очи пред злочинима које су локални Грци починили над Чамима.
Уочи грчко-италијанског рата, грчке власти су разоружале 1800 чамских регрута и ставиле их на рад на локалне путеве. Грчко-италијански рат је започео инвазијом италијанске војске на Грчку са албанске територије. Део Чама је подржао напад Италије на Грчку. Снаге за инвазију укључивале су домаће Албанце, процењене на 2.000–3.500 војника (међу њима Чаме и Албанце са Косова), у три добровољачка батаљона придодата италијанској војсци. Међутим, њихов учинак је био изразито слаб, пошто је већина Албанаца, слабо мотивисаних, или дезертирала или пребегла. Италијански команданти, укључујући Мусолинија, касније ће користити Албанце као жртвено јање за италијански неуспех. Током 28. октобра – 14. новембра, док је италијанска војска кратко напредовала и накратко преузела контролу над делом Теспротије, групе чамских Албанаца извршиле су рацију у неколико села и спалиле бројне градове, укључујући Парамитију и Филијате.
У новембру, пошто је грчка контраофанзива успела да поврати Теспротију, грчке власти су заробиле све мушкарце Чаме који нису били позвани или са Италијанима, и депортовали их у острвско изгнанство из безбедносних разлога. До инвазије немачке војске на Грчку, муслиманско чамско становништво региона Чамерија било је састављено од жена, деце и стараца. Одрасли мушкарци муслимани Чами би били враћени на своју земљу тек након што фашистичка Италија преузме контролу над регионом. Године 1941. Грчку су окупирале немачке, италијанске и бугарске војске, које су поделиле земљу у три различите окупационе зоне.
Пре избијања Другог светског рата, 28 села у региону било је насељено искључиво муслиманским Чамима, а додатних 20 села је имало мешано грчко-чамско становништво. Немачка је тада била против припајања региона Албанији. Ипак, фашистичка италијанска, као и нацистичко-немачка пропаганда обећали су да ће регион након завршетка рата бити део Велике Албаније. Након пораза Грчке, успостављање италијанске окупационе власти у Епиру је завршено до средине маја 1941. године а следећег месеца у региону су биле активне прве оружане јединице састављене од чамских Албанаца. Као резултат овог проалбанског приступа, велики делови муслиманског чамског становништва активно су подржавали операције Осовине и починили низ зверстава над локалним становништвом у Грчкој и Албанији. Осим формирања колаборационистичке локалне администрације и оружаних батаљона Осовине, у региону су деловале паравојне организације, у чијем саставу су били локални муслимански Чами. Резултати су били поражавајући: многи грчки, али чак и неки муслимански албански и православни албански говорници (Арванити) изгубили су животе, а велики број села је спаљен и уништен. Уследили су атентати на грчке званичнике, вође албанске заједнице и друге угледнике из обе заједнице који су продужили циклус освете и одмазде који су погоршали односе међу заједницама.
Од 29. јула до 31. августа 1943, комбиноване немачке и чамске снаге покренуле су антипартизанску операцију чишћења кодног назива Аугустус. Током наредних операција убијено је 600 грчких и 50 албанских држављана, а уништено је 70 села. Дана 27. септембра, комбиноване нацистичко-чамске снаге покренуле су операцију великих размера у паљењу и уништавању села северно од Парамитије убивши притом 50 грчких сељана. У овој операцији Чами су бројали 150 људи и, према речима немачког мајора Штокерта, „поступили су веома добро“. У другом инциденту, 27. септембра, чамске милиције су ухапсиле 53 грчка држављана у Парамитији и два дана касније погубили 49 њих. Ову акцију су оркестрирали браћа Нури и Мазар Дино (официр милиције Чам) како би се отарасили грчких представника и интелектуалаца града. Према немачким извештајима, чамске милиције су такође биле део стрељачког вода. Дана 30. септембра, швајцарски представник Међународног црвеног крста, Ханс-Јакоб Бикел, током посете том подручју, закључио је да су чамске паравојне и војне организације потпуно ван контроле, да чине зверства над ненаоружаним грчким становништвом. После капитулације фашистичке Италије, у септембру 1943, локална британска мисија је предложила савезништво Чамима и да се заједно боре против Немаца, али је овај предлог одбијен. Колаборационистички Чами су такође били активни у јужној Албанији. Немачки генерал и локални командант Хуберт Ланц одлучио је да покрене оружане операције под кодним именом Хоридох у региону Кониспоље, у Албанији. У овим операцијама учествовале су албанске националистичке групе, међу њима и чамски батаљон од 1.000 људи под вођством Нурија Дина. У овим операцијама, које су почеле 1. јануара 1944. године у рејону Кониспоља, погинуло је 500 Албанаца.
Током лета 1944, шеф локалне организације отпора, Наполеон Зервас, тражио је од чамских Албанаца да се придруже Национална републиканска грчка лиги у његовој борби против левичарског ЕЛАС-а, али је њихов одговор био негативан. Након тога и у складу са наређењима савезничких снага да их потисну из тог подручја, дошло је до жестоких борби између две стране. Према британским извештајима, чамске колаборационистичке групе успеле су да побегну у Албанију са свом својом опремом, заједно са пола милиона украдене стоке као и 3.000 коња, остављајући само старије чланове заједнице. Дана 18. јуна 1944. снаге Републиканске грчке лиге уз подршку савезника покренуле су напад на Парамитију. Након краткотрајног сукоба против комбинованог чамско-немачког гарнизона, град је коначно био под савезничком командом. Убрзо након тога, извршене су насилне репресалије против муслиманске заједнице у граду која се сматра одговорном за масакр у септембру 1943. године.
У јулу и августу су се догодила два напада уз учешће Десете дивизије Републиканске грчке лиге и локалних грчких сељака, жељних освете за паљење сопствених домова. Према тврдњама Чама, које нису потврђене британским извештајима, најзлогласнији масакр албанских муслимана од стране грчких нерегуларних снага догодио се 27. јуна 1944. у округу Парамитија, када су ове снаге заузеле град, убивши око 600 муслиманских Чама, мушкарци жене и деца, многи су силовани и мучени пре смрти. Британски официри су то описали као "најсрамнију аферу која укључује оргију освете са локалним герилцима који пљачкају и безобзирно уништавају све". Британско министарство спољних послова је известило да се „епископ Парамитије укључио у претрес кућа за пленом и изашао из једне куће да би открио да су његову већ натоварену мазгу већ отели бандити."
С друге стране, Крис Вудхаус, шеф савезничке војне мисије у Грчкој током окупације Осовине, који је у то време био присутан на том подручју, званично је прихватио пуну одговорност за одлуку о протеривању Чама иако је критиковао освету и начин на који је то изведено; укључујући у свом војном извештају „Белешка о Чамима” од 16. октобра 1945. кратак опис ситуације која је довела до догађаја у Парамитији: „Чами су расно делом Турци, делом Албанци, делом Грци. Година 1941-3. сарађивали су са Италијанима, отежавајући организацију герилског отпора на том подручју. Никада нисам чуо да је било ко од њих учествовао у било каквом отпору против непријатеља. Зервас је подстакнут од стране Савезничке мисије под мојом контролом, протерао их је из њихових домова 1944. како би олакшао операције против непријатеља. Углавном су се склонили у Албанију, где ни они нису били популарни. Њихово исељавање из Грчке је крваво извршено захваљујући уобичајеном духу освете, који је био храњен многим бруталностима које су починили Чами у савезу са Италијанима. Зервасов посао је завршен неопростивим масакром Чама у Филијатуу у марту 1945. који су извршили остаци Зервасових распуштених снага под Зотосом. Они су заслужили оно што су добили, али Зервасове методе су биле прилично лоше – тачније, његови подређени официри су се извукли од руке. Резултат је заправо била промена становништва, уклањање нежељене мањине са грчког тла. Можда би било најбоље да се ствари на томе оставе.“  За то време, мали број Рома муслимана из Филијата је такође побегао у Албанију заједно са муслиманским Чамима. Они су се населили у селу Шкале, у близини Саранде, где су се због имиграције последњих година неки населили у Грчку.
Како се ближио крај Другог светског рата, мали број муслиманских Чама постао је део Грчке народне ослободилачке армије (ЕЛАС), као и антифашистичке Националноослободилачке армије Албаније. У ЕЛАС-у је формиран мешовити чамски албанско-грчки батаљон под називом IV батаљон „Али Деми“, назван по чамском Албанцу који је погинуо у Валони у борби против Немаца. У време свог настанка 1944. године, састојао се од 460 људи, од којих су неки били Чами. Међутим, већина елита чамске заједнице била је искварена од стране окупаторских снага и атмосфера против локалних Грка који су страдали под Немцима, Италијанима и Чамима, довела је до експлозивне поларизације која би ограничила сваку мотивацију за заједнички грчко-чамски отпор.
Иако нема доказа о доприносу против Осовине, чамске јединице у ЕЛАС-у учествовале су у првој фази грчког грађанског рата борећи се против Републиканске грчке лиге. Имајући ограничену подршку у Епиру због десничарске доминације Лиге у тој области и припремајући се за преузимање контроле над земљом након немачког повлачења из Грчке, обратио се Чамима за регрутацију. Видевши предзнаке неколико стотина муслиманских Чама уписало се у његове редове. Локалне снаге ЕЛАС-а уз учешће тих добровољаца Чама, уз помоћ снага ЕЛАС-а из централне Грчке, напале су снаге Лиге у Епиру и успеле да преузму контролу у региону Теспротије крајем 1944. године. Као резултат ове краткорочне победе ЕЛАС-а, у јануару–фебруару 1945. године, око четири до пет хиљада Чама вратило се својим кућама из Албаније, углавном у пограничне области Филијату и Сагијада. Али након коначног пораза ЕЛАС-а током битке код Атине и њене капитулације, ветерани Лиге и локалне заједнице су били жељни да се освете за учешће Чама. Предвођена ветераном, пуковником Зотосом, лабава паравојна група бивших герилаца и локалних мушкараца дивљала је. У овом другом масакру, почињеном у граду Филијату, 13. марта, убијено је шездесет до седамдесет Чама. Многа чамска села су спаљена, а преостали становници побегли су преко границе у Албанију. Не зна се тачан број чамских Албанаца који су протерани у Албанију и Турску. Марк Мазовер и Виктор Рудометоф, наводе да их је било око 18.000, док Миранда Викерс каже да је њих 25.000 побегло у Албанију. Удружење Чамерија тврди да је чамских Албанаца отишло 35.000, од којих је 28.000 отишло у Албанију, а остали у Турску. После рата у Грчкој је остало само 117 муслиманских чамских Албанаца. Насиље Републиканске лиге било је много ограниченије у поређењу са инцидентима почињеним против немачког становништва у то време широм Европе, посебно од стране совјетске армије која је напредовала. Лига је успела да обезбеди контролу над регионом након почетних сукоба.

### После рата
Муслимански Чами који су побегли у Албанију добили су статус избеглице од албанске владе предвођене комунистима и организовани су под окриљем Антифашистичког комитета чамских имиграната. Албанска држава им је дала домове у одређеним областима на југу земље, како би разводнила локални грчки елемент у региону (Грцима познат као Северни Епир). Они су 1946. године формирали конгрес, где су усвојили меморандум у ком оптужују Грчку за њихов прогон и тражили од међународне заједнице да реагује како би се вратили у своју домовину и добили репарације. Антифашистички комитет чамских имиграната је тврдио да је 28.000 Чама исељено, 2.771 убијено и 5.800 кућа опљачкано и спаљено.
Нова послератна комунистичка влада Албаније изнела је питање Чама на Париску мировну конференцију, захтевајући репатријацију Чама и враћање њихове имовине. Следећег месеца делегација је послата у Атину да уложи протест влади Јоргоса Папандреуа. На ове захтеве никада није одговорено. Скупштина Уједињених нација у Њујорку је ипак признала хуманитарну кризу са којом се суочавају избеглице и дала је 1,2 милиона долара преко Управе Уједињених нација за помоћ и рехабилитацију, посебно за избеглице из северне Грчке. У међувремену, 1945–1946, грчки Специјални суд за колаборационисте прогласио је 2.109 Чама кривим за издају у одсуству и осудио их на смрт, док им је грчка држава конфисковала непокретну имовину. Међутим, ниједан ратни злочинац чамског порекла никада није изведен пред суд, пошто су сви они успели да побегну из Грчке после Другог светског рата.
За оне заједнице албанског говорног подручја у Тепсротији које су остале у Грчкој након 1945. године, њихов албански идентитет био је обесхрабрен као део политике асимилације. Напуштена села Чама су поново насељена од стране суседних заједница које говоре грчки и цинцарски. Албанска влада је 1953. свим Чамима дала албанско држављанство и приморала их да се интегришу у албанско друштво. Упркос томе, многи старији Чами и даље себе сматрају избеглицама лишеним грчког држављанства и траже право да се врате на своју имовину у Грчкој.
За време Народне Републике Албаније (1944–1985) земљом је управљао Енвер Хоџа. Четрдесетогодишњи период Хоџиног режима карактерисао је коришћење стаљинистичких метода за уништавање сарадника који су угрожавали његову власт. Режим је био све упадљивији према чамској заједници. Веровало се да су сумњиве лојалности и да лако могу постати агенти стране силе. Ово гледиште је вероватно засновано на томе што су они били грчки грађани и њихове елите традиционално богати земљопоседници, док су сарадња са Осовином и антикомунизам такође били значајни фактори који су томе допринели. Крајем 1945. године власти НР Албаније затвориле су бројне чамске Албанце, а жигосани су као „ратни злочинци“, „сарадници окупационих снага“ и „убице Грка“. Иако су представници заједнице протестовали против оваквог развоја догађаја, то је резултирало даљим хапшењима и прогонима чамских Албанаца. Тако је комунистички режим у Албанији имао веома неповерљив став према заједници Чама. Многи од њих су пребачени даље на север, даље од јужног пограничног региона.
Године 1949, током Грчког грађанског рата (1946–1949), руководство Народне Републике Албаније је покушало да мобилише чамску заједницу за борбу са комунистима. Након њиховог негативног одговора, они су означени као "реакционари" и претрпели су одређени степен прогона унутар Албаније. Локални режим је занемарио питање Чама. Године 1947. режим је открио заверу у којој је 85 Чама наводно учествовало у стварању наоружане националистичке групе. Године 1960. откривена је још једна антикомунистичка завера под вођством Теме Сејка, чамског адмирала албанске морнарице из Кониспоља. Наводни починиоци, међу њима и 29 Чама, оптужени су као агенти "америчких, југословенских и грчких сепаратиста". Као резултат тога, Сејко је погубљен, а неколико његових рођака прогањано, док су остали чланови чамске заједнице затворени.

## Тренутна ситуација
Након пада комунистичког режима, у Тирани је 1991. године формирано политичко удружење Чамерија. Од његовог оснивања, његов циљ је прикупљање и бележење личних сведочења и извештаја Чама који су напустили Грчку 1944–45. и сада живе у Албанији. – личне архиве, документе и друге податке – у настојању да сачувају историјска сећања која старија генерација носи са собом.
Албанија је 1994. године усвојила закон којим је 27. јун, годишњицу масакра у Парамитији 1944. године, прогласила Даном геноцида грчких шовиниста над Албанцима из Чамерије и подигла споменик у граду Кониспољ. Ова одлука није добила никакво међународно признање. Одређени број присталица чамских Албанаца одаје почаст жртвама сваког 27. јуна у Саранди и Кониспољу. Овај догађај се зове "Чамски марш". Године 2006. године, највећи марш, са око 10.000 учесника, одржан је на албанско-грчкој граници. Учесници су се означили као грчки држављани албанске националности и изразили жељу за „мирним повратком у домовину и на гробове својих предака“.
У марту 2004. основан је Институт за чамске студије са одбором од 7 чланова. Према Миранди Викерс, примарни циљ Института је да покуша да „попуни огромну празнину у знању о целом питању Цхам-а“. Исте године, Чами су основали и своју политичку странку, Партију за правду и интеграцију (ПЈИ), како би водили кампању на предстојећим парламентарним изборима.
Године 2005. догодио се дипломатски инцидент када је председник Грчке Каролос Папуљас отказао свој планирани састанак са албанским колегом Алфредом Мојсијуом у Саранди, јер је 200 Чама демонстрирало. Грчко Министарство спољних послова саопштило је да албанске власти нису предузеле адекватне мере како би заштитиле грчког председника „одвраћањем познатих екстремистичких елемената, који покушавају да ометају несметан развој грчко-албанских односа”. Из кабинета председника Албаније је саопштено да је председник Мојсијуо изразио „дубоку тугу због ове необјашњиве одлуке, засноване на дезинформацијама, мале, мирне и добро надгледане демонстрације“. Недавно је неколико Чама успело да се врати у старе домове својих породица и покушало је да их обнове. Истовремено, неколико стотина етничких грчких мањинских породица из Албаније настанило се у градовима као што су Филијату.
Грчки попис из 1951. избројао је укупно 127 муслиманских албанских Чама у Епиру. Последњих година (1986) 44 припадника ове заједнице налази се у Теспротији, која се налази у насељима Сивота, Кодра и Полинери. Донедавно је муслиманска заједница у Полинерију била једина у Епиру која је имала имама. Сеоска џамија је била последња у том подручју пре него што ју је један локални хришћанин дигао у ваздух 1972. године. У број муслиманских Чама који су остали на том подручју након Другог светског рата били су и људи који су прешли у православље и асимилирали се у локално становништво како би сачували своја имања.
Према студији Евромозаик пројекта Европске уније, заједнице које говоре албански живе дуж границе са Албанијом у префектури Теспротија, северном делу префектуре Превеза у региону који се зове Теспротико и неколико села у регионалној јединици Јањина. У северној префектури Превеза, те заједнице такође укључују регион Фанари, у селима као што су Амудија и Агија. Године 1978. неки од старијих становника у овим заједницама били су албански монолингвисти. Језик говоре и млади, јер када локално радно способно становништво мигрира тражећи посао у Атини или иностранству, деца остају код баке и деде, стварајући тако континуитет говорника. Према аутору Харту, данас се ове православне албанске заједнице називају Арванитима на грчком језику и идентификују се као Грци, као и арванитске заједнице у јужној Грчкој. С друге стране, аутор Бугајски међу чамске Албанце убраја и православне. Они свој језик на грчком називају арванитика, а када разговарају на албанском као шћип. За разлику од Арванита, неки су задржали изразити лингвистички и етнички идентитет, али и албански национални идентитет. У присуству странаца постоји јаче оклевање међу говорницима православног албанског језика да говоре албанским у поређењу са Арванитима у другим деловима Грчке. Примећено је и неспремност да се као такви изјасне они који себе још увек виде као Чаме. Том Винифрит је током кратких боравака у овој области (почетак 1990-их) открио да је било тешко да пронађе говорнике албанског у урбаним срединама и закључио је у каснијим годинама да се албански више уопште не говори у региону. Међу неким православним албанским говорницима овог подручја, попут становника села Кастри код Игуменице, дошло је до оживљавања фолклора, посебно у извођењу „Арванитске свадбе“.
Муслимански Чами у Турској чине другу највећу заједницу Чама, после Албаније. Ова заједница је настала после два светска рата. После Првог светског рата, Чами су били принуђени да оду у Турску током размене становништва а други талас миграција уследио је после Другог светског рата, када је мањина Чама протераних из Грчке изабрала Турску уместо Албанија због њихових антикомунистичких осећања. Тачан број муслиманских Чама у Турској није познат, али различите процене закључују да их има између 80.000 и 100.000 од укупне популације од 500.000 до 1,3 милиона Албанаца који живе у Турској. Удружење за људска права Чамерије изјављује да је већина њих лингвистички асимилована, иако одржавају албанску свест и регионалну чамску традицију. Знатан број Чама у Турској променио је презиме у Чам или Чами, што на турском значи бор, како би сачували своје порекло. Организују се у оквиру „Удружења албанско-турског братства“, које се бори за права Албанаца.
Чами у Сједињеним Државама су четврта најбројнија популација Чама, после заједница Албаније, Турске и Грчке. Већина ове заједнице мигрирала је у Сједињене Државе убрзо након њиховог протеривања из Грчке, јер их је комунистичка власт у Албанији дискриминисала и прогонила. Успели су да задрже своју традицију и језик и основали су Лигу Чама 1973, одбор за људска права Чама у Чамерији, која се касније спојила и постала Албанско-америчка организација Чамерија која је имала за циљ да заштити њихова права.

## Питање Чама
Албанија захтева репатријацију муслиманских Чама који су протерани на крају Другог светског рата и давање мањинских права. Они такође захтевају рестаурацију своје имовине, а одбијају новчану надокнаду. Грчка, с друге стране, наводи да је протеривање Чама затворено поглавље у односима две земље. Међутим, Грчка је пристала на стварање билатералне комисије, фокусиране искључиво на питање имовине као техничког проблема. Комисија је формално основана 1999. године, али још није функционисала. Током 1990-их, албанска дипломатија је користила питање Чама као контрапитање против оног у вези са грчком мањином у Албанији. Чами се жале да Албанија није покренула питање Чама онолико колико би требало. Званично је покренут тек током посете Атини бившег албанског премијера Илира Мете крајем 1999. године, током његовог састанка са грчким колегом Костасом Симитисом, али је добио негативан одговор. После 2000. године, у Албанији је постојао све већи осећај, пошто је проблем Косова у извесној мери решен, да албанска влада треба да скрене пажњу на питање Чама. С друге стране, то што је Грчка чланица Европске уније и НАТО-а, у који Албанија жели да уђе, један је од главних фактора због којих је албанска влада суздржана по том питању.
Грчка влада, с друге стране, разматра питање Чама затвореним питањем. Према званичном грчком ставу, Чамима не би било дозвољено да се врате у Грчку јер су сарађивали са италијанско-немачким освајачима током Другог светског рата, и као такви су ратни злочинци и кажњавани законима. У покушају да решење, премијер Константинос Мицотакис је 1992. године предложио трговину у односу на њихову имовину, само за случајеве када њихови власници нису били осуђени или су учествовали у злочинима. Мицотакис је такође предложио да албанска влада на исти начин надокнади штету етничким Грцима који су изгубили имовину због наводног прогона током комунистичког режима у Албанији. Овај предлог је албанска страна одбила.
Питање Чама је повезано са питањем ратног закона, у контексту Другог светског рата и посебно рата између Грчке и Албаније. Њихов егзодус је повезан са сличним догађајима из Другог светског рата након пораза Осовине: као што је егзодус немачког становништва из Гдањска, Помераније, Шлеске, Источне Пруске и Судета. Случај имовине која је под запленом, узимајући у обзир да је грчка влада укинула став о рату против Албаније 1987. године, неки грчки правни стручњаци и албанска влада виде као на снази и на тај начин спречавају реституцију или експропријацију као тумаче се као „непријатељска својина“. Према грчком закону није сигурно да ли се случај имовине Чама може класификовати као такав. Ипак, реституција ове имовине може бити правно блокирана због активности против државе, која је према мишљењу стручњака за грчко право значајан фактор у овом случају. Конфискована имовина оних који су сарађивали са Осовином не може покренути никакво правно питање. Чини се да је исти случај и са напуштеним имањима која су експроприсана 1950-их.
„Проблем Чама“ није било на дневном реду међународних организација. Од 1991. године, делегати заједнице Чама започињу покушај интернационализације овог "проблема" али једина званична подршка овом питању долази из Турске. У међувремену, 2006. године, чланови Партије правде и интеграције сусрели су се са европским посланицима, укључујући председавајућу Комитета за југозападну Европу у Европском парламенту, Дорис Пак, и изнели своју забринутост у вези са проблемом Чама. Иако је ова група посланика израдила резолуцију о овом питању, она никада није стављена на гласање. У септембру 2016, комесар за проширење Европске уније Јоханес Хан поменуо је питање Чама као „постојеће“ између Албаније и Грчке, заједно са другим питањима која су две земље требале да реше.
Након њиховог протеривања 1944. године, у почетку је само око 2.000 Чама који су осуђени на смрт као колаборационисти лишени грчког држављанства. Остали, који су представљали огромну већину, изгубили су своје по посебном закону из 1947. године. Ортодоксни албански говорници у региону остали су у Грчкој и задржали грчко држављанство, али без икаквих мањинских права. Албанска влада је 1953. године насилно доделила албанско држављанство Чамима, док су у Турској и Сједињеним Државама Чами стекли одговарајућа држављанства. Чами захтевају враћање грчког држављанства као први корак ка решавању питања Чама. Враћање држављанства, а не враћање одузете имовине, сматра се примарним питањем. Они тврде да је одузимање њиховог држављанства била колективна казна, када су чак и грчки судови оптужили само мањину Чама за наводне злочине. Они су захтевали двојно држављанство, политику коју је следила Грчка у случају грчке мањине у Албанији.
После Другог светског рата, имовина чамских Албанаца стављена је под надзор грчке државе. Грчки парламент је 1953. године донео закон којим се сматрало да су „напуштене“ сеоске непокретности чији је власник напустио Грчку без дозволе и пасоша. После три године имовина је национализована. Куће су национализоване 1959. године, када је закон који је усвојио грчки парламент сматрао напуштеним и дозволио њихово освајање од стране других становника региона. Ова два закона су национализовала чамску имовину и омогућила другима да се настањују у својим домовима, али је власник била грчка држава. Шездесетих и седамдесетих година 20. века ад хок комисија за отуђење имовине у Теспротији давала је сеоска имања земљорадницима са и без земље, док су куће и градска имања у Игуменици, Парамитији, Маргаритију, Филијату, Пердики и Сивоти давали бескућницима.
Чами нису призната мањина ни од стране глобалних ни периферних међународних организација, као што су Уједињене нације и ОЕБС. Одлуке представника Чама уопште немају никакву правну димензију или обавезу у међународној политици. Чамске организације траже своју репатријацију и мањинска права. Они су такође тражили мањинска права за православне албанске говорнике који живе у Грчкој. Овај став подржавају чак и политичари у Албанији. У јануару 2000. године, садашњи премијер Албаније, Сали Бериша, тадашњи шеф опозиције, захтевао је већа права за чамску мањину у Грчкој, што укључује културна права за Албанце који живе у Грчкој, као што је отварање школе на албанском језику у град Филијату.
Питање Чама постало је спор у обе земље, а догодило се и неколико дипломатских инцидената. Такође су га користиле и албанске организације ослободилачких војски (косовска армија и Ослободилачка национална армија), како би подгрејале иредентистичке снове потомака Чама. Постоји пријављена паравојна формација у северном грчком региону Епир, названа Ослободилачка војска Чамерије. Од 2001. године, грчка полиција је известила да се група састојала од отприлике 30–40 Албанаца. Нема званичну подршку албанске владе.

## Организације
Национално политичко удружење „Чамерија”, група која се залаже за повратак Чама у Грчку, добијање надокнаде и веће слободе за православне албанске говорнике у Грчкој, основана је 10. јануара 1991. Ово удружење сваке године одржава низ активности, уз помоћ Странке за правду и интеграције, као и других организација. Сваке године 27. јуна у Кониспољу се организује Марш Чама. Овај марш се одржава у знак сећања на протеривање Чама. Један подухват вођа организације био је да створе неисторијске везе у јавности представљајући старогрчког краља Пира од Епира (4.–3. век пре нове ере) као албанског хероја, откривајући тако екстремне и иредентистичке циљеве удружења.
Удружење за људска права Чамерија (Shoqëria për të drejtat e Njeriut, Çamëria) је невладина организација са седиштем у Вашингтону, Сједињене Америчке Државе, која штити и лобира за права Чама. Као своју мисију описује: право на повратак Чама „својим домовима у Грчкој и тамо живе у миру и благостању са својом грчком браћом“; имовинска права; остала законска права „осигуравајући народу Чама сва друга законска и мањинска права која произилазе из грчког устава и закона, уговора и закона Европске уније, и других права која потичу из међународних уговора и конвенција чији је Грчка потписница“; и очување и пропагирање богате историје, културе, језика и других културних аспеката народа Чама.
Још једна организација чамских Албанаца налази се у Хагу, Холандија. Демократска фондација Чамерије основана је 2006. године и има за циљ да реши проблем Чама, интернационализујући то питање на миран начин. Сваке године организује протесте испред Међународног суда правде, где намерава да покрене питање Чама, ако владе обе земље не нађу решење. Организација има за циљ да реши проблем Чама у три правца: „на законит и миран начин скретање пажње на правни положај, услове живота и рада становника и бивших становника Чамерије; улазак у преговоре са свим врстама организација, како владиних тако и невладиних; заштита правних интереса становника и бивших становника Чамерије путем правних поступака, када је то потребно.
Партија за правду и јединство је парламентарна странка у Албанији која има за циљ да заштити и подржи права етничких мањина унутар и изван Албаније, посебно у вези са питањем Чама. Партија је настала после парламентарних избора 2009. године, у септембру од два посланика новог албанског парламента: јединог представника Партије за правду и интеграцију, Дашамира Тахирија и Шпетима Идризија, посланика Социјалистичке партије. Тренутно има 2 посланика у албанском парламенту, што је чини четвртом по величини странком у Албанији.
Партија за правду и интеграцију која представља Чаме у политици, формирана је у Албанији 2004. године. Странка својим статутом изјављује да припада десном центру, који је политичка домовина за огромну већину Чама маргинализованих од стране комунистичког режима. Од распада једнопартијске државе, Чами су доследно полагали веру у странке десног центра да остваре своја права са Грчком. Међутим, они су потпуно свесни да се политичари у Тирани, било демократе или социјалисти, заиста фокусирају на питање Чама само током изборног времена. Партија је освојила већи број места у општини Саранда, Делвина, Кониспоље, Маркат, Ксаре и била је једна од главних партија у великим општинама као што су Валона, Фијер, итд, на последњим општинским изборима 2007. године.
У марту 2004. основан је Институт за проучавање историје народа Чама, са одбором од 7 чланова. Примарни циљ Института је да покуша да "попуни огромну празнину у знању о читавом питању Чама". Једна од првих акција које је предузео одбор била је одржавање прве конференције у Тирани у мају 2004. године. Својом мисијом изјављују, „да истражују области историје и културе чамске заједнице као инхерентног и важног дела албанске нације“. Такође Институт настоји да „развија и стимулише јавну научну дебату и да оствари студије“, „организује научне активности и објављује њихове резултате“. Институт за чамске студије настоји „да створи широку мрежу контаката са аналогним истраживачким центрима у Албанији и иностранству (Балкан, Европа и Северна Америка) и учествује у заједничким активностима“.
Године 1993. група новинара и писаца чамског порекла основала је у Тирани Културно удружење „Билал Џафери“, такође названо „Културна заједница Чамерије“. Удружење је непрофитна организација која има за циљ да чува и промовише вредности чамске албанске културе и традиције. Удружење је основало издавачку кућу, која објављује књиге посебно о Чамерији и Чамима. Названа је по познатом писцу дисиденту Билалу Џаферију и од свог настанка објављивала је у Албанији, на Косову и у Републици Македонији његове руком писане мемоаре и приче које су биле непотпуне због Џаферијеве преране смрти.

## Демографија
Према организацијама, сматра се да Чама има 440.000. Међутим, према изворима који нису Цхам, они ипак неће премашити 170.000. Већина њих живи у Албанији, док остале заједнице живе у Грчкој, Турској и САД. Њихове религије су ислам и православно хришћанство.
Становништво региона Чамерије било је углавном албанско и грчко, са мањим мањинама. Почетком 19. века, грчки научник и секретар локалног османског албанског владара Али-паше, Атанасиос Псалидас, изјавио је да су Чамерију насељавали и Грци и Албанци. Потоњи су били подељени између хришћана и муслимана, док су Грци били доминантни елемент Чамерије. Постојао је спор око величине албанског становништва у региону, док се у 20. веку термин Чами односио само на муслимане. Према грчком попису из 1913. године, у региону Чамерије живело је 25.000 муслимана чији је матерњи језик био албански, у укупној популацији од око 60.000, док је 1923. године било 20.319 муслиманских Чама. У грчком попису из 1928. године било је 17.008 муслимана којима је матерњи језик албански. Током међуратног периода, број оних који говоре албански у званичним грчким пописима варирао је и флуктуирао, због политичких мотива и манипулација.
Процена италијанских окупационих снага током Другог светског рата (1941) обухватила је и православне заједнице албанске националности. Према овоме, у региону је живело 54.000 Албанаца, од чега 26.000 православаца и 28.000 муслимана и 20.000 Грка. После рата, према грчким пописима где су пребројане етно-језичке групе, муслимански Чами су били 113 1947. године и 127 1951. године. У истом грчком попису из 1951. године, у целом Епиру је побројано 7.357 православних албанских говорника.
| Година | Муслимани Чами | Хришћани Чами | Укупно популација | Извор                                                                                        |
| ------ | -------------- | ------------- | ----------------- | -------------------------------------------------------------------------------------------- |
| 1913   | 25,000         | –             | Непознато         | Грчки попис                                                                                  |
| 1923   | 20,319         | –             | Непознато         | Грчки попис                                                                                  |
| 1925   | 25,000         | 22,000        | 47,000            | Албанска влада                                                                               |
| 1928   | 17,008         | –             | Непознато         | Грчки попис                                                                                  |
| 1938   | 17,311         | –             | Непознато         | Грчка влада                                                                                  |
| 1940   | 21,000–22,000  | –             | Непознато         | Процена грчког пописа                                                                        |
| 1941   | 28,000         | 26,000        | Непознато         | Италијанска процена (од стране окупационих снага Осовине током Другог светског рата)         |
| 1947   | 113            | –             | Непознато         | Грчки попис                                                                                  |
| 1951   | 127            | –             | Непознато         | Грчки попис. Чак 7,357 У оквиру целог Епира рачунали су се и православни албански говорници. |

Године 1985, албанско становништво Епира, укључујући Чамерију и два села у Коници, процењено је на 30.000. Године 2002, према ауторки Миранди Викерс, у Чамерији је православно албанско становништво процењено на 40.000. Међутим, термин чам у 20. веку односи се само на муслимане, док се и православна албанска и двојезична (грчко-албанска) заједница у региону идентификују са грчком државом и део су грчке нације. У региону данас живи мали број албанских имиграната после 1991. године.
Албански још увек говори мањина становника Игуменице. Албанским језиком говори око 10.000 Албанаца у Епиру и селу Лехово у Флорини. Једини тачан број Чама у Албанији потиче из 1991. године, када је Удружење Чамерија одржало попис становништва, на којем је регистровано око 205.000 Чама.
Чами који данас живе у Албанији већином су муслимани, али је тешко проценити њихову садашњу верску припадност: бивши комунистички режим прогласио је земљу „једином атеистичком државом на свету“, а чак и након њеног пада већина становништва је само себе прогласило агностицима или нерелигиознима. Тренутне процене закључују да се ово односи на већину Албанаца, при чему 65–70 одсто становништва не припада ниједној религији. Насупрот томе, у Грчкој и Турској скоро сви Чами се придржавају преовлађујуће религије у својој земљи.

## Језик
Чамски Албанци говоре чамски дијалект који је подогранак тоског албанског дијалекта. Чамски дијалекат је један од најјужнијих дијалеката албанског језика, а други у Грчкој је арванитски дијалект јужне Грчке, који је такође облик тоског албанског језика. Као такви, арванитика и чамски дијалект задржавају низ заједничких карактеристика. Албански лингвисти кажу да је овај дијалект од великог интереса за дијалектолошко проучавање и етнолингвистичку анализу албанског језика. Дијалект задржава неке старе особине албанског, као што су стари сугласнички скупови /кл/, /гл/, који су у стандардном албанском к и ђ, и /л/ уместо /ј /.
Лингвисти кажу да ове карактеристике дају чамском дијалекту конзервативан карактер, што је последица непосредне близине и његових сталних контаката са грчким језиком. Они тврде да је овај конзервативни карактер, који се огледа у низу особености дијалекта, угрожен, као и албански топоними у региону, који више нису у употреби, а који су дали вредан материјал за истраживање историјског еволуција албанског.